# Tushar Dutta
Tushar Dutta (en Bengalí: তুষার দত্ত), es un cantante de música clásica tradicional indio.

## Biografía
Tushar Dutta nació en Calcuta, India y estudió en el ITC Sangeet Research Academy en 1983. En su primer momento estudió bajo la tutela del Pandit Orkut Kannabhiran, y después con Pandit Arun Bhaduri. En 1998, Tushar Dutta se situó en primer lugar en una competencia de canto organizado por la Universidad de Khayal en Benarés. Ha recibido el título de "Surmani from Sur Sringar Samsad" de Mumbai.

## Carrera
Tushar Dutta ha participado en muchos conciertos, principalmente organizado por la academia Birla de Arte y Cultura, del ITC Sangeet Sammelan en la India. Lanzó muchos álbumes, y uno de ellos de mayor venta es Bhakti Ras, un álbum que contiene temas musicales  devocionales registrados en el 2005.